# Уэймайр, Келли
Ке́лли Сюза́нн Уэ́ймайр (англ. Kellie Suzanne Waymire; 27 июля 1967, Колумбус — 13 ноября 2003, Лос-Анджелес, Калифорния) — американская актриса

.

## Ранние годы
Келли Сюзанн Уэймайр родилась 27 июля 1967 года в Колумбусе, штат Огайо, США. Её отец, Джек Уэймайр, был врачом, а мать, Викки Сью Каррент (1943—2012), — школьной учительницей, страховым агентом и специалистом по маркетингу и продажам. У Уэймайр был брат, Тони Каррент, и сестра — Ребекка Корнуэлл. Семья часто переезжала и жила в Тахо, штат Невада; Денвере, штат Колорадо; Тампе, штат Флорида; и Хьюстоне, штат Техас. В Хьюстоне Уэймайр посещала среднюю школу Ламара и была президентом школьного драматического кружка. Уэймайр получила степень бакалавра изящных искусств в области театра в Южном методистском университете и во время учёбы была награждена премией Грир Гарсон. В 1993 году она получила степень магистра изящных искусств в Калифорнийском университете в Сан-Диего и после окончания учёбы переехала в Нью-Йорк.

## Карьера
В 1994 году Уэймайр начала телевизионную карьеру, сыграв Эмили Хейнс в эпизоде мыльной оперы «Одна жизнь, чтобы жить». В 1997 году она переехала в Лос-Анджелес, после чего появилась в ряде прайм-таймовых телесериалов, среди которых «Практика» (1998), «Справедливая Эми» (2001), «Секретные материалы» (2001), «Да, дорогая!» (2001), «Волчье озеро» (2001—2002), «C.S.I.: Место преступления» (2001) и «Полиция Нью-Йорка» (2003).
В 2001 году у Уэймайр была повторяющаяся роль Мелиссы во втором сезоне драматического телесериала HBO «Клиент всегда мёртв».
В 2003 году Уэймайр получила главную роль Лиз Питт в ситкоме Fox «Питты», который был отменён после четырёх недель в эфире. Среди её последних телевизионных работ гостевые роли в телесериалах «Друзья» (в эпизоде «The One Where Ross Is Fine», вышедшем в эфир за месяц до её смерти), «Любовь вдовца» и «Чудопад», последние два из которых вышли в эфир после её смерти, а последний посвящён её памяти.
Помимо работы в кино и на телевидении, Уэймайр активно работала в региональных театрах США. В 1996 году она сыграла главную роль в пьесе А. Р. Герни «Сильвия» в театре «Олд Глобус» в Сан-Диего, принёсшей ей премию «Драма-Лог». В 1998 году она появилась в возрождённой пьесе Ноэла Куарда «Настоящий смех» в театре Пасадины. На момент смерти она играла главную роль Анны в сценической адаптации «Кейт Крекернатс» в Театре на 24-й улице в Лос-Анджелесе.

## Смерть
13 ноября 2003 года Уэймайр скоропостижно скончалась в своём доме в Венисе, Лос-Анджелес, штат Калифорния, на 37-м году жизни. Причиной смерти была названа остановка сердца, вызванная недиагностированной аритмией сердца, вероятно связанной с пролапсом митрального клапана — состоянием, которое ей диагностировали в подростковом возрасте. Похороны Уэймайр состоялись 23 ноября 2003 года в Уэст-Милтоне, штат Огайо, а 8 декабря в Театре Рэйфа Фрейда в Макгоуэн-холле Калифорнийского университета в Лос-Анджелесе прошёл публичный мемориал. В её честь был создан Стипендиальный фонд Келли Уэймайр.
На момент смерти Уэймайр находилась в продолжительных отношениях с художником-постановщиком и актёром Гэри Смутом (1964—2017).

## Фильмография
| Год       |     | Русское название               | Оригинальное название          | Роль                         |
| --------- | --- | ------------------------------ | ------------------------------ | ---------------------------- |
| 1994      | с   | Одна жизнь, чтобы жить         | One Life to Live               | Эмили Хейнс                  |
| 1997      | тф  | Когда колыбель падает          | When the Cradle Falls          | Люси Бекнелл                 |
| 1997      | с   | Сайнфелд                       | Seinfeld                       | Вивиан                       |
| 1997      | с   | Крекер                         | Cracker                        | хозяйка Дайаны               |
| 1998      | с   | Элли Макбил                    | Ally McBeal                    | Крисса                       |
| 1998      | с   | Практика                       | The Practice                   | доктор Маршалл               |
| 1998      | с   | Мэгги                          | Maggie                         | Дженни                       |
| 1998      | ф   | Превратности любви             | Playing by Heart               | Джейн                        |
| 1998      | ф   | Выкопай яму, найди палец       | Dig a Hole, Find a Finger      |                              |
| 1998      | с   | Ничего святого                 | Nothing Sacred                 | Сесиль                       |
| 1999      | ф   | Недоносок                      | Buddy Boy                      | Айаленд                      |
| 1999      | с   | Буйно помешанный Старк         | Stark Raving Mad               | Тесс                         |
| 1999      | с   | Ищейки                         | Snoops                         | Дайана Кепплер               |
| 2000      | с   | Прикрой меня                   | Cover Me                       | миссис Крост                 |
| 2000      | с   | Потом появился ты              | Then Came You                  | Дениз                        |
| 2000      | с   | Звёздный путь: Вояджер         | Star Trek: Voyager             | Ланья                        |
| 2000      | с   | Занимайтесь своим делом        | M.Y.O.B.                       | Мэри Бет Фарбер              |
| 2000      | с   | Сильное лекарство              | Strong Medicine                | Анджела                      |
| 2000      | ф   | Секс, наркотики и Сансет Стрип | Sunset Strip                   | Мэри                         |
| 2000      | с   | Лучшие                         | Popular                        | Пенелопа Поппинс             |
| 2000      | с   | Свобода                        | Freedom                        | Мэгги Форд                   |
| 2000      | с   | Беглец: Погоня продолжается    | The Fugitive                   | заместитель Диксмонт         |
| 2000      | ф   | Скринленд-драйв                | Screenland Drive               | Нина                         |
| 2001      | с   | Секретные материалы            | The X-Files                    | Тэмми Пейтон                 |
| 2001      | с   | Справедливая Эми               | Judging Amy                    | Викки Спенсер                |
| 2001      | с   | Кейт Брашер                    | Kate Brasher                   | Нелл Макрэй                  |
| 2001      | с   | C.S.I.: Место преступления     | CSI: Crime Scene Investigation | Карла Дантини                |
| 2001      | с   | Да, дорогая!                   | Yes, Dear                      | Розанна                      |
| 2001      | ф   | Маниакты                       | Maniacts                       | Бет Уиндзор                  |
| 2001—2002 | с   | Волчье озеро                   | Wolf Lake                      | Миранда Деверо               |
| 2001—2002 | с   | Звёздный путь: Энтерпрайз      | Star Trek: Enterprise          | член экипажа Элизабет Катлер |
| 2002      | с   | Клиент всегда мёртв            | Six Feet Under                 | Мелисса                      |
| 2003      | кор | Жилет                          | The Vest                       | мама                         |
| 2003      | с   | Питты                          | The Pitts                      | Лиз Питт                     |
| 2003      | с   | Полиция Нью-Йорка              | NYPD Blue                      | Кэндес Хьюитт                |
| 2003      | с   | Друзья                         | Friends                        | Коллин                       |
| 2003      | кор | Нечто большее                  | Something More                 | миссис Эйвери                |
| 2003      | с   | Клава, давай!                  | Less Than Perfect              | гостья на вечеринке          |
| 2004      | с   | Любовь вдовца                  | Everwood                       | Хелен МакГиннс               |
| 2004      | с   | Чудопад                        | Wonderfalls                    | Пенелопа                     |